# Christine Blower
Christine Blower, baronne Blower (née le 20 avril 1951) est la onzième secrétaire générale du National Union of Teachers, un syndicat représentant les enseignants qualifiés d'Angleterre et du Pays de Galles. En mars 2018, elle se présente aux élections et est présélectionnée pour le poste de secrétaire général du Parti travailliste. Elle est vice-présidente du groupe de pression Unite Against Fascism.

## Jeunesse
Elle est née dans le Surrey, dans les Home Counties. Son père est mineur de charbon dans le nord-est de l'Angleterre, puis ingénieur du GPO, ainsi qu'un militant travailliste.
Elle grandit à Chessington et fréquente l'école primaire du comté d'Ellingham, puis l'école de filles Tolworth, une école bilatérale où elle suit la Grammar school. Ayant envisagé une carrière dans le droit ou un travail de probation, elle suit une formation d'enseignante.

## Carrière d'enseignant
En 1973, elle occupe son premier poste d'enseignante, à la Holland Park School, une école polyvalente à Kensington et Chelsea, qui fait alors partie de l'Inner London Education Authority, où elle enseigne le français. À l'époque, l'école est passée d'un enseignement en continu à un enseignement à compétences mixtes, un style d'enseignement qu'elle préfère car il ne "crée pas la situation des moutons et des chèvres que les programmes complets ont été mis en place pour éviter" . Sa fille Sophie a ensuite fréquenté l'école.
En 1980, elle devient responsable des langues vivantes à l'école secondaire St Edmund's de Fulham, puis chef de département à l'école Quintin Kynaston de Westminster en 1983.
Avec la menace d'éclatement de l'ILEA, Blower retourne à Hammersmith et Fulham en 1990 et se concentre sur le travail avec de jeunes adolescents à risque au Farm Lane Adolescent Resource Centre. Après sa fermeture, elle est redéployée dans l'équipe de soutien au comportement de l'autorité locale. Comme elle l'explique en 1997, "Le mandat de l'équipe est d'essayer de gérer le comportement afin de calmer les enfants, de les concentrer sur des tâches".

### Syndicat national des enseignants
Blower rejoint le NUT au début de sa carrière d'enseignante. Entre 1986 et 2004, elle occupe divers postes au sein de l'association West London, dont celui de secrétaire. Elle est élue à l'exécutif national de la NUT entre 1992 et 2000.
Elle est aussi vice-présidente nationale en 1996 puis 125e présidente nationale du NUT du 28 mars 1997 au 10 avril 1998, succédant à Carole Regan. Blower utilise cette plate-forme pour plaider en faveur d'un plus grand rôle des enseignants dans le fonctionnement des unités d'orientation des élèves et pour une « offre de crèche dotée de ressources adéquates ». Elle critique les lycées, les SAT et le régulateur des écoles. De ce dernier, elle fait valoir que "une grande partie de ce que les gens doivent faire pour Ofsted est une perte de temps totale".
Blower échoue dans sa candidature pour être élue secrétaire générale en 1999, le sortant Doug McAvoy étant réélu avec une majorité de 17 000 voix. Elle est ensuite élue secrétaire générale adjointe le 28 janvier 2005 sous la direction de son successeur Steve Sinnott.
Après la mort subite de Sinnott alors qu'elle est en poste elle devient secrétaire générale par intérim le 5 avril 2008 et dirige la première grève nationale du syndicat en deux décennies - sur les salaires des enseignants - quinze jours plus tard .
Le 5 mai 2009, elle est élue sans opposition comme première femme secrétaire générale du NUT.
En février 2013, elle fait partie de ceux qui apportent leur soutien à l'Assemblée du peuple dans une lettre publiée par le journal The Guardian. Elle prononce également un discours lors de la conférence de l'Assemblée du peuple tenue à Westminster Central Hall le 22 juin 2013.

### Actions syndicales
Blower s'aligne sur les critiques de longue date du NUT concernant les tests d'évaluation standard (ou SAT) dans les écoles, notamment les boycotts nationaux menés par le syndicat en 1993 et 2010.
Son opposition se concentre sur l'utilisation des tests dans la compilation des classements nationaux, que le NUT souhaiterait également voir abolis. Blower qualifie les tests d'"enjeux élevés", les enseignants étant sous pression pour restreindre le programme, "faisant tout pour permettre à leurs élèves de franchir une série de tests inutiles". S'adressant à la position du gouvernement dans le magazine Tribune, elle écrit : « Les tests ne font pas monter les standards. Ils ne font qu'engendrer un stress supplémentaire pour les élèves, les enseignants et les parents. Les enseignants se précipitent continuellement pour offrir un programme énorme qui finit par être déséquilibré en raison de la pression pour atteindre les objectifs imposés par le gouvernement. Beaucoup pensent qu'ils ne peuvent pas déroger aux restrictions du programme national".
Sous la direction de Blower, le NUT publie ses propositions d'approches alternatives à l'évaluation, plus récemment en collaboration avec le NAHT en 2009 et avec l' ATL en 2010. Un autre document co-écrit par les trois syndicats est publié en décembre 2010.
Le NUT sous sa direction est un critique virulent du programme Académies à la fois dans son nouveau modèle du travail d'origine en passant par les extensions apportées par la Loi sur Academies 2010 qui favorise les écoles classées « exceptionnel » par l'Ofsted.

## Politique
Blower est membre du parti travailliste jusqu'au début des années 1990. En 1982, elle se présente comme candidate travailliste pour le quartier d'East Putney au Conseil de Wandsworth, mais n'est pas élue, les trois sièges étant gagnés par le Parti conservateur,.
Prenant la parole avant les mai 1997 élections générales, elle prend ses distances avec le leader du parti travailliste Tony Blair et le New Labour. Deux ans plus tard, elle déclare à un journaliste qu'elle est "à la gauche de l'old Labour" et confirme qu'elle n'est affiliée à aucun parti ou groupe politique. Cependant, en 2000, elle est membre de la London Socialist Alliance, avant les élections de l'Assemblée du Grand Londres. Elle déclare à l'époque qu'elle "a été formée pour éviter la désillusion avec le Labour donnant une nouvelle naissance à l'extrême droite comme elle l'a fait dans les années 1970". Lors de cette élection, elle se présente aux élections en tant que candidate du parti dans West Central et sur le système de liste plurinominale du parti ; elle échoue aux deux.
En mars 2016, avant son départ en tant que secrétaire générale du NUT, Blower annonce qu'elle rejoindrait le Parti travailliste "dirigé par Jeremy Corbyn, pour se battre pour le monde meilleur que nous savons possible". Elle est présélectionnée pour le poste de secrétaire générale du Labour en 2018, mais le poste va à son adversaire, la syndicaliste Jennie Formby,.
Blower est nommée pour une pairie à vie dans le cadre de la démission du premier ministre en 2019. Elle est créée baronne Blower, de Starch Green dans le Borough londonien de Hammersmith et Fulham, le 15 octobre 2019. Elle siège à la Chambre des lords depuis le 4 novembre 2019 en tant que pair travailliste.

## Famille
Son partenaire de trente-sept ans, Dennis Charman, un enseignant à la retraite, est secrétaire de Hammersmith et Fulham NUT.
Ses deux filles ont pris le nom de famille double Charman-Blower. Sophie fréquente l'Université d'Édimbourg où elle est porte-parole d'Édimbourg pour la coalition Stop the War, tout en étudiant les civilisations anciennes de la Méditerranée et du Moyen-Orient. Elle obtient une maîtrise en droit des droits de l'homme à la SOAS, Université de Londres, et travaille maintenant pour Marie Stopes International.